# سعيد الخرازي
سعيد الخرازي، لاعب كرة قدم مغربي سابق من مواليد 8 أغسطس 1982 بمدينة الدار البيضاء.
وقد لعب مع نادي السالمية في موسم 2003/2004، وفي يونيو 2007 انتقل إلى نادي كاظمة.
و قد كان مع منتخب المغرب لكرة القدم في كأس العرب 2002 في الكويت.

## روابط خارجية
- سعيد الخرازي على موقع الاتحاد الدولي (مؤرشف)  (الإنجليزية)
- سعيد الخرازي على موقع قاعدة بيانات كرة القدم.إي يو (الإنجليزية)
- سعيد الخرازي على موقع كووورة